# Lorraine Richard (femme politique)
Pour les articles homonymes, voir Lorraine Richard.
Lorraine Richard, née le 30 juillet 1959 à Havre-Saint-Pierre, est une femme politique québécoise indépendantiste. 
Elle est députée à l'Assemblée nationale du Québec, où elle représente la circonscription de Duplessis de 2003 à 2022 sous la bannière du Parti québécois.

## Biographie
Lorraine Richard est infirmière auxiliaire de profession, depuis 1978. Elle travaille au Centre de santé de la Minganie à Havre-Saint-Pierre de 1978 à 2003. Durant cette période, elle est impliquée dans le domaine syndical et le domaine scolaire, étant en particulier commissaire à la Commission scolaire de la Moyenne-Côte-Nord de 1987 à 2003. 
De 1998 à 2003, elle est à la fois membre du conseil général de la Fédération des commissions scolaires du Québec, vice-présidente de l'Association des commissions scolaires de la Côte-Nord et présidente du Conseil des commissaires et du Comité exécutif de la Commission scolaire de la Moyenne-Côte-Nord. 
Elle est aussi secrétaire de son syndicat, au Centre de santé de la Minganie, de 1988 à 1989.
Elle est récipiendaire, en 2005, de la Médaille de l'Assemblée nationale.
Elle est porte-parole de l'opposition officielle en matière de transport maritime, du 27 août 2010 à la dissolution du parlement pour l'élection du 4 septembre 2012. Elle est réélue à cette dernière élection ainsi qu'aux élections de 2014 et de 2018. Elle est la doyenne des députés du Parti québécois à l'Assemblée nationale du Québec depuis le départ, en 2018, de François Gendron.
Après avoir été diagnostiquée d’un cancer en juillet 2021, Lorraine Richard annonce le 20 janvier 2022 son retrait de la vie politique à la fin de son mandat pour des raisons de santé.

## Résultats électoraux
|                                                                                               | Nom                         | Parti            | Nombre de voix | %      | Maj. |
| --------------------------------------------------------------------------------------------- | --------------------------- | ---------------- | -------------- | ------ | ---- |
|                                                                                               | Lorraine Richard (sortante) | Parti québécois  | 7 023          | 34,3 % | 127  |
|                                                                                               | Line Cloutier               | Coalition avenir | 6 896          | 33,7 % | -    |
|                                                                                               | Laurence Méthot             | Libéral          | 3 668          | 17,9 % | -    |
|                                                                                               | Martine Roux                | Québec solidaire | 2 534          | 12,4 % | -    |
|                                                                                               | Alexandre Leblanc           | Conservateur     | 344            | 1,7 %  | -    |
| Total                                                                                         | Total                       | Total            | 20 465         | 100 %  |      |
| Le taux de participation lors de l'élection était de 55,8 % et 378 bulletins ont été rejetés. |                             |                  |                |        |      |

|                                                                                               | Nom                        | Parti            | Nombre de voix | %      | Maj. |
| --------------------------------------------------------------------------------------------- | -------------------------- | ---------------- | -------------- | ------ | ---- |
|                                                                                               | Lorraine Richard (sortant) | Parti québécois  | 8 910          | 40 %   | 397  |
|                                                                                               | Laurence Méthot            | Libéral          | 8 513          | 38,2 % | -    |
|                                                                                               | Christine Pinard           | Coalition avenir | 2 898          | 13 %   | -    |
|                                                                                               | Jacques Gélineau           | Québec solidaire | 1 502          | 6,7 %  | -    |
|                                                                                               | Yan Rivard                 | Option nationale | 458            | 2,1 %  | -    |
| Total                                                                                         | Total                      | Total            | 22 281         | 100 %  |      |
| Le taux de participation lors de l'élection était de 58,7 % et 474 bulletins ont été rejetés. |                            |                  |                |        |      |

|                                                                                               | Nom                        | Parti                  | Nombre de voix | %      | Maj.  |
| --------------------------------------------------------------------------------------------- | -------------------------- | ---------------------- | -------------- | ------ | ----- |
|                                                                                               | Lorraine Richard (sortant) | Parti québécois        | 12 393         | 53 %   | 6 251 |
|                                                                                               | Lise Pelletier             | Libéral                | 6 142          | 26,3 % | -     |
|                                                                                               | Gervais Gagné              | Coalition avenir       | 2 694          | 11,5 % | -     |
|                                                                                               | Jacques Gélineau           | Québec solidaire       | 1 032          | 4,4 %  | -     |
|                                                                                               | Yan Rivard                 | Option nationale       | 593            | 2,5 %  | -     |
|                                                                                               | Marc Fafard                | Coalition constituante | 407            | 1,7 %  | -     |
|                                                                                               | Alain Magnan               | Indépendant            | 119            | 0,5 %  | -     |
| Total                                                                                         | Total                      | Total                  | 23 380         | 100 %  |       |
| Le taux de participation lors de l'élection était de 61,6 % et 280 bulletins ont été rejetés. |                            |                        |                |        |       |

|                                                                                               | Nom                        | Parti               | Nombre de voix | %      | Maj.  |
| --------------------------------------------------------------------------------------------- | -------------------------- | ------------------- | -------------- | ------ | ----- |
|                                                                                               | Lorraine Richard (sortant) | Parti québécois     | 9 622          | 52,4 % | 3 322 |
|                                                                                               | Pierre Cormier             | Libéral             | 6 300          | 34,3 % | -     |
|                                                                                               | Bernard Lefrançois         | Action démocratique | 1 535          | 8,4 %  | -     |
|                                                                                               | Olivier Noël               | Québec solidaire    | 469            | 2,6 %  | -     |
|                                                                                               | Jacques Gélineau           | Vert                | 454            | 2,5 %  | -     |
| Total                                                                                         | Total                      | Total               | 18 380         | 100 %  |       |
| Le taux de participation lors de l'élection était de 50,3 % et 281 bulletins ont été rejetés. |                            |                     |                |        |       |

|                                                                                               | Nom                        | Parti               | Nombre de voix | %      | Maj.  |
| --------------------------------------------------------------------------------------------- | -------------------------- | ------------------- | -------------- | ------ | ----- |
|                                                                                               | Lorraine Richard (sortant) | Parti québécois     | 10 205         | 44,7 % | 3 873 |
|                                                                                               | Marc Proulx                | Libéral             | 6 332          | 27,8 % | -     |
|                                                                                               | Bernard Lefrançois         | Action démocratique | 4 959          | 21,7 % | -     |
|                                                                                               | Olivier Noël               | Québec solidaire    | 689            | 3 %    | -     |
|                                                                                               | Jacques Gélineau           | Vert                | 621            | 2,7 %  | -     |
| Total                                                                                         | Total                      | Total               | 22 806         | 100 %  |       |
| Le taux de participation lors de l'élection était de 62,9 % et 187 bulletins ont été rejetés. |                            |                     |                |        |       |

|                                                                                               | Nom              | Parti               | Nombre de voix | %      | Maj.  |
| --------------------------------------------------------------------------------------------- | ---------------- | ------------------- | -------------- | ------ | ----- |
|                                                                                               | Lorraine Richard | Parti québécois     | 10 926         | 47,9 % | 2 908 |
|                                                                                               | Marc Proulx      | Libéral             | 8 018          | 35,2 % | -     |
|                                                                                               | Steeve Trudel    | Action démocratique | 2 530          | 11,1 % | -     |
|                                                                                               | André Forbes     | Indépendant         | 1 334          | 5,8 %  | -     |
| Total                                                                                         | Total            | Total               | 22 808         | 100 %  |       |
| Le taux de participation lors de l'élection était de 63,5 % et 289 bulletins ont été rejetés. |                  |                     |                |        |       |